# 13 Ways to Bleed on Stage
13 Ways To Bleed On Stage è il secondo album studio del gruppo musicale statunitense Cold, pubblicato il 12 settembre 2000.
L'album ha contribuito a far crescere la notorietà dei Cold nella scena rock mainstream anche grazie ai quattro singoli da esso estratti, guadagnando un buon successo commerciale e ottenendo il disco d'oro.

## Retroscena e registrazione
Circa un anno prima delle registrazioni dell'album, la band ingaggiò il chitarrista Terry Balsamo proveniente dai Limp Bizkit dato che il frontman dei Cold, Scooter Ward, che precedentemente cantava e suonava la chitarra nel gruppo, decise di concentrarsi solamente sul canto.
Dopo aver provato con alcuni musicisti di Los Angeles, i Cold scelsero Balsamo (proveniente da Jacksonville) che aveva precedentemente suonato con loro già dall'età di 18 anni.
Le strutture principali delle canzoni furono già scritte prima di entrare in studio. L'accordatura usata è in C (ovvero quella principalmente usata dalla band) e in aggiunta la band ha sperimentato con altri suoni e dinamiche in studio.
Spesso l'album è considerato come il più cupo dei Cold, trattando generalmente di temi quali dipendenza da droghe, problemi nelle relazioni e disinteresse sociale. Inoltre, nell'album è presente la collaborazione di alcuni cantanti, quali Aaron Lewis (in "Send In The Clowns" e "Bleed") degli Staind o Sierra Swan (in "Witch"; successivamente apparirà anche in "Suffocate" all'interno del successivo album della band.)

## Copertina
L'uscita del secondo album dei Cold ha determinato l'apparizione del primo logo della band, ovvero il ragno, e il nuovo stile di scrittura del nome della band stessa. La copertina di 13 Ways To Bleed On Stage raffigura un'agenda nera vissuta chiusa ad elastico con sopra logo e nome della band e dell'album. Il booklet interno riprende lo stile "agenda" presentando delle pagine con le varie note affiancate da illustrazioni, disegni, foto della band e immagini di bisturi.

## Tour e Promozione
Dopo la pubblicazione dell'album, i Cold intrapresero un tour di un anno e mezzo al fine di promuoverlo. Ci fu poi un tour di tre settimane con i 3 Doors Down e aprirono i concerti di Marilyn Manson per un mese prima di raggiungere i Limp Bizkit e il rapper DMX all'Anger Management Tour della durata di alcune settimane.
I singoli estratti dall'album furono Just Got Wicked, End Of The World, No One e Bleed. Tutti i singoli furono seguiti da rispettivi videoclip che furono trasmessi con moderata costanza da MTV2.
Inoltre, la maggior parte dei singoli sopracitati ha ricevuto una significativa diffusione radiofonica: essi sono stati fondamentali per il lancio dei Cold nella scena mainstream musicale.
"Just Got Wicked" fu inserita nelle seguenti compilations: "MTV: The Return of the Rock. Vol. 2", "ECW: Extreme Music Vol. 2: Anarchy Rocks" e nella colonna sonora del videogioco Jet Grind Radio. "No One" è stata invece inserita nella colonna sonora del film I Passi dell'Amore.

## Tracce
Testi e musiche di Cold.
1. Just Got Wicked – 4:00
2. She Said – 4:08
3. No One – 3:17
4. End Of The World – 3:04
5. Confession – 3:49
6. It's All Good – 3:45
7. Send In The Clowns – 4:13
8. Same Drug – 3:43
9. Anti-Love Song – 3:10
10. Witch – 3:48
11. Sick Of Man – 4:04
12. Outerspace – 3:37
13. Bleed (feat. Aaron Lewis) – 3:57

## Singoli
| 2000 | Just Got Wicked  | 25 |
| 2000 | End Of The World | 24 |
| 2000 | No One           | 17 |
| 2000 | Bleed            | -  |

## Formazione
- Scooter Ward - voce, piano, tastiere
- Terry Balsamo - chitarre
- Kelly Hayes - chitarra
- Jeremy Marshall - basso
- Sam McCandless - batteria

### Altri musicisti
- Aaron Lewis - voce aggiunta
- Sierra Swan - voce aggiunta